# ガソリン携行缶
| 金属製ガソリン携行缶20L |  | プラスチック製ガソリン容器 10L |
| 金属製ガソリン携行缶20L |  | プラスチック製ガソリン容器 10L |

ガソリン携行缶（ガソリンけいこうかん）とは、ガソリンを持ち運ぶための容器のこと。
日本では、2003年の名古屋立てこもり放火事件後に携行缶以外のポリタンクなどへのガソリンの販売は禁止された。
消防法で、容器の材質・容量などの規格が定められ、ホームセンターやカー用品店で販売されている。市販品されている物は、0.5 - 20リットルの容量だが、法的には一つの金属製容器では最大60リットルまで購入可能である。

## 法令

### 消防法
第16条　危険物の運搬は、その容器、積載方法及び運搬方法について政令で定める技術上の基準に従つてこれをしなければならない。

### 政令
危険物の規制に関する政令（昭和34年政令第306号）

（運搬容器）
- 第28条　法第16条の規定による危険物を運搬するための容器（以下「運搬容器」という。）の技術上の基準は、次のとおりとする。

一　運搬容器の材質は、鋼板、アルミニウム板、ブリキ板、ガラスその他総務省令で定めるものであること。
二　運搬容器の構造及び最大容積は、総務省令で定めるものであること。

### 総務省令
危険物の規制に関する規則（昭和34年総理府令第55号）

（運搬容器の材質）
- 第41条　令第28条第1号の総務省令で定める運搬容器の材質は、同号で定めるもののほか、金属板、紙、プラスチック、ファイバー板、ゴム類、合成繊維、麻、木又は陶磁器とする。

（運搬容器の構造及び最大容積）

第42条　令第二十八条第二号の総務省令で定める運搬容器の構造は、堅固で容易に破損するおそれがなく、かつ、その口から収納された危険物が漏れるおそれがないものでなければならない。
別表第3の2 （第39条の3及び第43条関係） 抜粋 (ガソリンは危険物第四類の第1石油類であり、危険等級はII)
| 運搬容器（液体用のもの） | 運搬容器（液体用のもの）   | 運搬容器（液体用のもの）                                             | 運搬容器（液体用のもの）   | 危険物の類別 及び 危険等級の別 |
| 内装容器                 | 内装容器                   | 外装容器                                                             | 外装容器                   | 第四類                         |
| 容器の種類               | 最大容積 又は 最大収容重量 | 容器の種類                                                           | 最大容積 又は 最大収容重量 | 危険等級II                     |
| ガラス容器               | 5L                         | 木箱又はプラスチック箱（不活性の緩衝材を詰める。）                   | 75kg                       | ○                              |
| ガラス容器               | 10L                        | 木箱又はプラスチック箱（不活性の緩衝材を詰める。）                   | 125kg                      | ○                              |
| ガラス容器               | 10L                        | 木箱又はプラスチック箱（不活性の緩衝材を詰める。）                   | 225kg                      |                                |
| ガラス容器               | 5L                         | ファイバ板箱（不活性の緩衝材を詰める。）                             | 40kg                       | ○                              |
| ガラス容器               | 10L                        | ファイバ板箱（不活性の緩衝材を詰める。）                             | 55kg                       |                                |
| プラスチック容器         | 10L                        | 木箱又はプラスチック箱（不活性の緩衝材を詰める。）                   | 75kg                       | ○                              |
| プラスチック容器         | 10L                        | 木箱又はプラスチック箱（不活性の緩衝材を詰める。）                   | 125kg                      | ○                              |
| プラスチック容器         | 10L                        | 木箱又はプラスチック箱（不活性の緩衝材を詰める。）                   | 225kg                      |                                |
| プラスチック容器         | 10L                        | ファイバ板箱（不活性の緩衝材を詰める。）                             | 40kg                       | ○                              |
| プラスチック容器         | 10L                        | ファイバ板箱（不活性の緩衝材を詰める。）                             | 55kg                       |                                |
| 金属製容器               | 30L                        | 木箱又はプラスチック箱（不活性の緩衝材を詰める。）                   | 125kg                      | ○                              |
| 金属製容器               | 30L                        | 木箱又はプラスチック箱（不活性の緩衝材を詰める。）                   | 225kg                      |                                |
| 金属製容器               | 30L                        | ファイバ板箱（不活性の緩衝材を詰める。）                             | 40kg                       | ○                              |
| 金属製容器               | 30L                        | ファイバ板箱（不活性の緩衝材を詰める。）                             | 55kg                       | ○                              |
|                          |                            | 金属製容器（金属製ドラムを除いた携行缶等。）                         | 60L                        | ○                              |
|                          |                            | プラスチック容器（プラスチックドラムを除いた携行缶等）               | 10L                        | ○                              |
|                          |                            | プラスチック容器（プラスチックドラムを除いた携行缶等）               | 30L                        |                                |
|                          |                            | 金属製ドラム（天板固定式のもの）                                     | 250L                       | ○                              |
|                          |                            | 金属製ドラム（天板取外し式のもの）                                   | 250L                       | ○                              |
|                          |                            | プラスチックドラム又はファイバドラム（プラスチック内容器付きのもの） | 250L                       |                                |

備考
1. 〇印は、危険物の類別及び危険等級の別の項に掲げる危険物には、当該各欄に掲げる運搬容器がそれぞれ適応するものであることを示す。
2. 内装容器とは、外装容器に収納される容器であって危険物を直接収納するためのものをいう。
3. 内装容器の容器の種類の項が空欄のものは、外装容器に危険物を直接収納することができ、又はガラス容器、プラスチック容器若しくは金属製容器の内装容器を収納することができることを示す。

- 解説

内装容器の記述があるものは、外箱に小分け容器と緩衝材を積めたものの事であり、一般的に携行缶はこの形態を取らない。
「内装容器の容器の種類の項が空欄のもの」が携行缶に相当する。金属製ドラムの場合250リットル、その他の金属製容器の場合60リットル、プラスチック容器の場合10リットルが最大容量になる。

イ．危険物
- 国際連合（UN）勧告の基準に適合している運搬容器には、UN表示が付されているが、外国の機関等において表示された運搬容器であっても、これらUN表示が付された運搬容器にあっては、原則として消防法に定める運搬容器の基準に適合しているものとして取り扱うこととしている。
- 解説

UN規格を取得していれば、金属製・プラスチック製ガソリン容器はガソリン携行缶として使用できる。ただし総務省令の定める量を超えてはならない。具体的には金属製容器の場合60リットル以内。プラスチック製容器の場合10リットル以内に限る。よってこの容量を超えたUN規格容器であっても、全量入れられない場合もある。

## 外観
主に金属製（容量によってはガラス製，プラスチック製もある）で赤く塗装されているものが多く、付属品として給油口へつなぐ伸縮式のポリエチレン製のホースが付いている。なお、多くの製品は内部も塗装されているため、一度使用したものを適切な保管方法で保管しない場合、内面が剥がれる等の不具合が発生する。

## 用途
- 小型船舶や農業機械、チェーンソー、草刈機、発動発電機、消防ポンプなど小型エンジンを搭載する器具の給油用として。特に農業機械を用いる農家が利用者の多くを占め、一般の利用はレアケースである[2]。

## 注意点

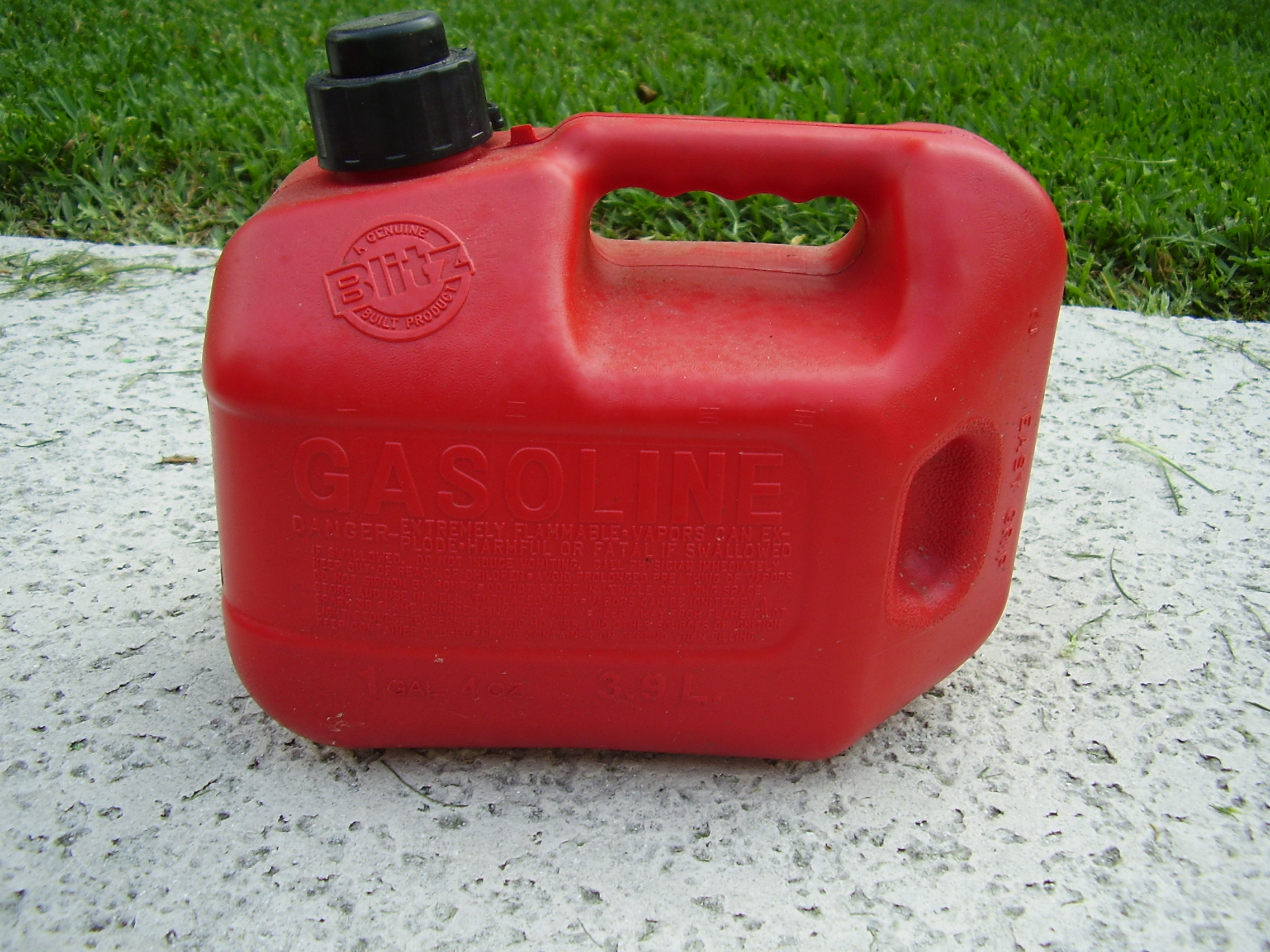
アメリカ製の樹脂製ガソリンタンク（日本ではプラスチック製ガソリン容器は10Lまでとなっている）

日本では、危険物の規制に関する規則（昭和34年総理府令第55号）第28条の2の4の規定において、顧客に自ら給油等をさせる給油取扱所（セルフ式ガソリンスタンド）を「顧客に自ら自動車若しくは原動機付自転車に給油させ、又は灯油若しくは軽油を容器に詰め替えさせることができる給油取扱所とする」と定義しており、顧客自らガソリンを容器に給油・詰め替えを行うことは出来ない。
この解釈は、「顧客に自ら給油等をさせる給油取扱所に係る運用について」（平成10年3月13日付け消防危第25号 (PDF) ）の記 第1に明確に定義されているとともに、自動車には自動二輪車も含むものとされていることから、顧客が自ら携行缶等の容器に給油することは違法行為となる。したがって、セルフ式ガソリンスタンドを利用する場合でも、携行缶への給油は必ず従業員が行う。
なお、危険物の規制に関する規則第40条の3の10より「顧客用固定給油設備等を使用して従業者による給油等を行うことは差し支えないものであること」が削除された。しかし、セルフスタンドにおける基準を満たした携行缶への従業員による給油を禁止する条項が追加されたものではないため、一般には従業員による給油で対応することは可能である。
ただセルフ営業の店では、フルサービスより少ないスタッフにて営業することがほとんどであり、また固定給油設備等の監視業務には、有効な免状を持つ従業員が常時監視する必要があるため、携行缶への給油だけに専門のスタッフを割けないことがある。セルフスタンドが認可された経緯から、危険物取扱者甲種免状または乙種第4類免状を持つ従業員が、モニター等で常時監視し、かつ非常時や安全に支障あると認められる時には、緊急停止ボタンなどの操作ですべての給油・注油装置への危険物の供給を絶ち、危険物の取り扱いを一切不能にすること（火災の覚知時には固定消火設備の起動も）が求められる。また危険物の緊急遮断に至る前に放送やインターホンなどを用いて可能な限り事態を回避することも求められる。
監視義務については、来店客が危険物を一切取り扱えない状態に置けば足りるのだが、過去の消防による抜き打ち検査で危険物取扱者（この場合甲種免状または乙種第4類免状を持つ従業員）が不在の状態だったり、セルフ・フル切替可能なシステムで内部的に「フルサービスでの営業」として給油許可ボタンが無効化されたりした例があった。自治体によっては、1日あたりのガソリンの小分け制限量の設定など、法令より厳しい規制や指導がなされる場合がある。
ガソリン携行缶に腐食や傷、パッキンの劣化などによる漏れがあってはならない。携行缶の取り扱いには、中身が引火性が強く爆発的に燃えるガソリンであることを、十分に留意しなければならない。
箇条書きに列挙すると、少なくとも以下の項目は守るべきである。
- 給油・使用時は、火気や引火物のない風通しのよい環境で行うこと。
- 運搬・保管時は、直射日光や高温環境を避けること。
- ガソリンはマイナス40度以下でも気化する性質があり、内圧で吹き出す場合があるため、開栓時は十分に注意すること。その際、必ずエア調整ネジを緩め、缶内の圧力を調整してから開栓すること[8]。

2013年8月15日、京都府福知山市の花火大会会場で、露店の爆発事故が発生。店主が開栓前にエア調整ネジを緩めず、蓋を開けたためガソリンが吹き出した。
- 静電気による引火の可能性を下げるために、開栓の直前に使用者自身と携行缶を接地させるべきである。できれば水気のある床や地面がよい。金属缶は比較的帯電しにくいものの、状況によって危険域まで帯電することはある。帯電しやすい衣服は脱ぐ。イスに座ったまま作業するのは、ズボンとの摩擦が起こり好ましくない。

2008年4月28日、兵庫県神戸市北区のガソリンスタンドで、ワンボックスカーの後部座席にガソリン携行缶を載せたまま給油を行ったため、発火炎上した事例がある。この時、火の点いたガソリン携行缶を、ガソリンスタンドに置き去りにして立ち去ったため、後日出頭した運転手は、失火容疑で書類送検。2009年6月に神戸簡易裁判所は、罰金100万円の略式命令を出した。
- 気化したガソリンは爆発を招くこともあるので、使用後は密栓すること。また、使用後のホースは風通しの良い場所でよく乾燥させるか洗浄すること。
- 開口時はゴミやチリ、水分等が混入しないよう気を付けること。
- 缶が錆びないよう、保管時は完全に乾燥させるか、ガソリンで満たしておくこと。
- ガソリンの劣化を防ぐため、長期保管はしないこと。購入後半年以内に使い切ることが望ましい。
- 錆び、変形、栓や空気穴のパッキンの劣化、その他の破損が見られる携行缶はガソリンが漏れるおそれがあるため使用しないこと。

## 別名
ジェリ缶と呼ばれることもあるが、これはドイツ軍の燃料携行缶を模倣したことに起因し、イギリス（または英語圏）でドイツ人男性を表すスラング「ジェリー」（Jerry）が冠されたのが由来といわれている。ジェリカンも参照。